# 河谷線
愛民頓輕鐵河谷線（英語：Valley Line）是位於加拿大亞伯達省省會埃德蒙顿的輕軌運輸系統路線，由埃德蒙顿運輸服務營運。第一期路網起自愛德蒙頓市區的102街站，終於米爾伍茲市中心的米爾伍茲站，呈現西北－東南走向，並可於邱吉爾站轉乘首都線。第一期路網於2016年4月22日動工，原先預計2020年開通，後因故延至2023年11月4日開通。第二期路線於2022年開始建設，主要呈西北至西南，預計2028年完工。整條線完工後，河谷線每天預計將服務超過10萬名通勤者。
此路線與其他路線有些不同，在車輛配給上使用原先為艾靈頓輕鐵設計的龐巴迪運輸Alstom Flexity Freedom。

## 河谷線東南段（第一期）
2019年9月市政府原先宣布該線路段預計延後原訂時間之一年後的2020年12月開通。
2019年12月，TransEd在塔瓦蒂納橋北護堤下發現一塊汽車大小的混凝土後將工期推遲到2021年。該線路的竣工隨後推遲至2021年末，並接續推遲至2022年春季，然後再次被延滯至2022年7月才得以繼續工程。

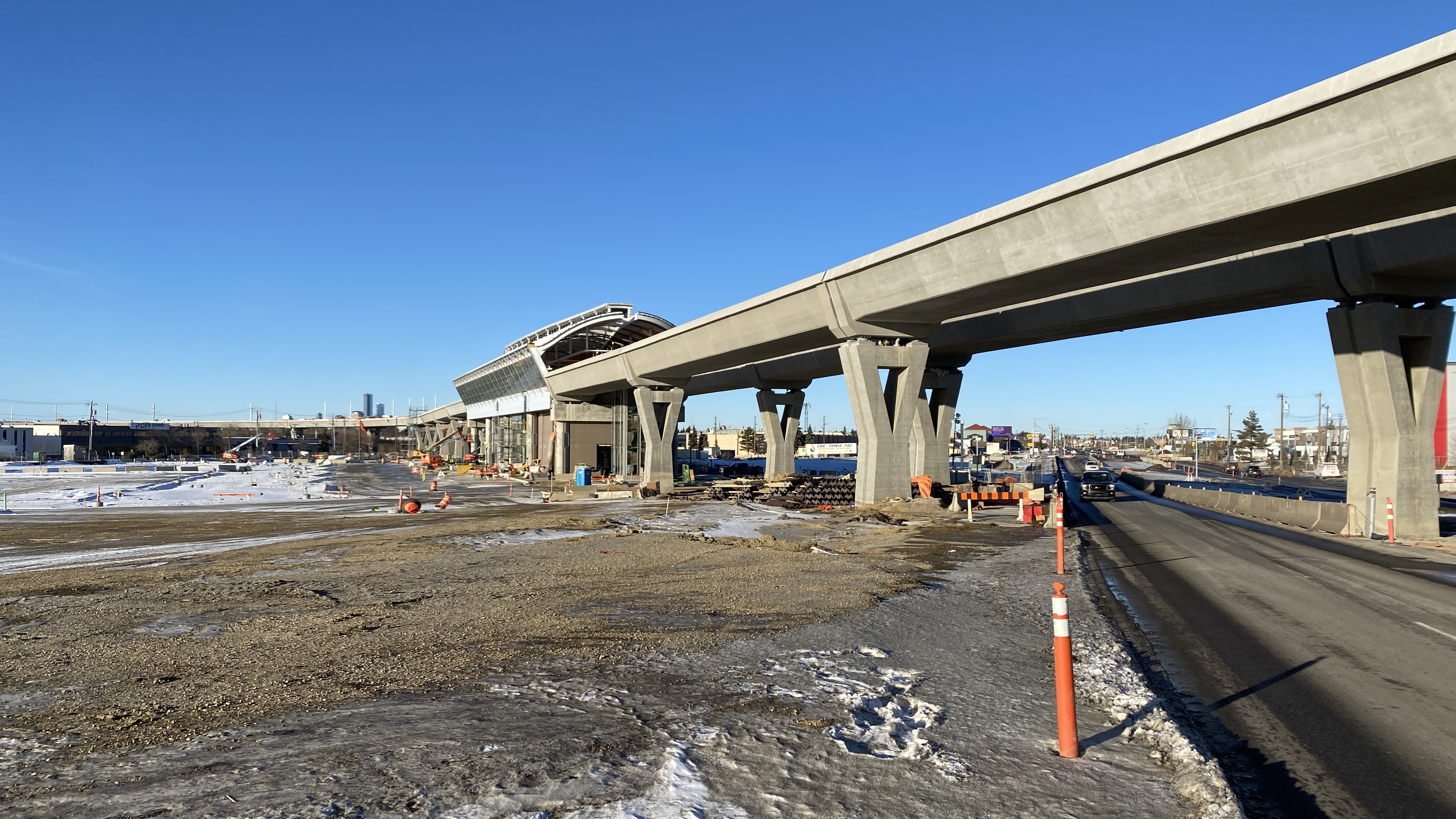
河谷線與興建中的戴維斯轉運中心（2021年1月）

2022年8月10日，埃德蒙頓市政府和TransEd宣布再次推遲。主要推遲原因為7月中旬的檢查時發現線路高架部分的三個支撐橋墩出現裂縫。後經過檢測後發現路線上45個橋墩中共有30個橋墩出現裂縫。初步評估判斷意外原因為橫向熱膨脹導致。後來經過評估分析確定是為鋼筋結構不足。2023年1月3日，裂縫支柱的結構修復完成，市政府宣布測試範圍擴大到線路全路段。
2023年6月26日，因部分信號電纜發現鏽蝕情況，TransEd宣布更換管道中140公里（87英里）的信號電纜。工程預計於八月底完成從市中心到懷特瑪德道（Whitemud Drive）的工程。米爾伍茲站以南的剩餘路段原定於線路開通後的夜間進行。2023年10月24日，埃德蒙頓市宣布該線路將於2023年11月4日恢復測試並獲得獨立認證機構提交最終批准後開通。首班列車隨後於當天早上5點15分從米爾伍茲站出發。

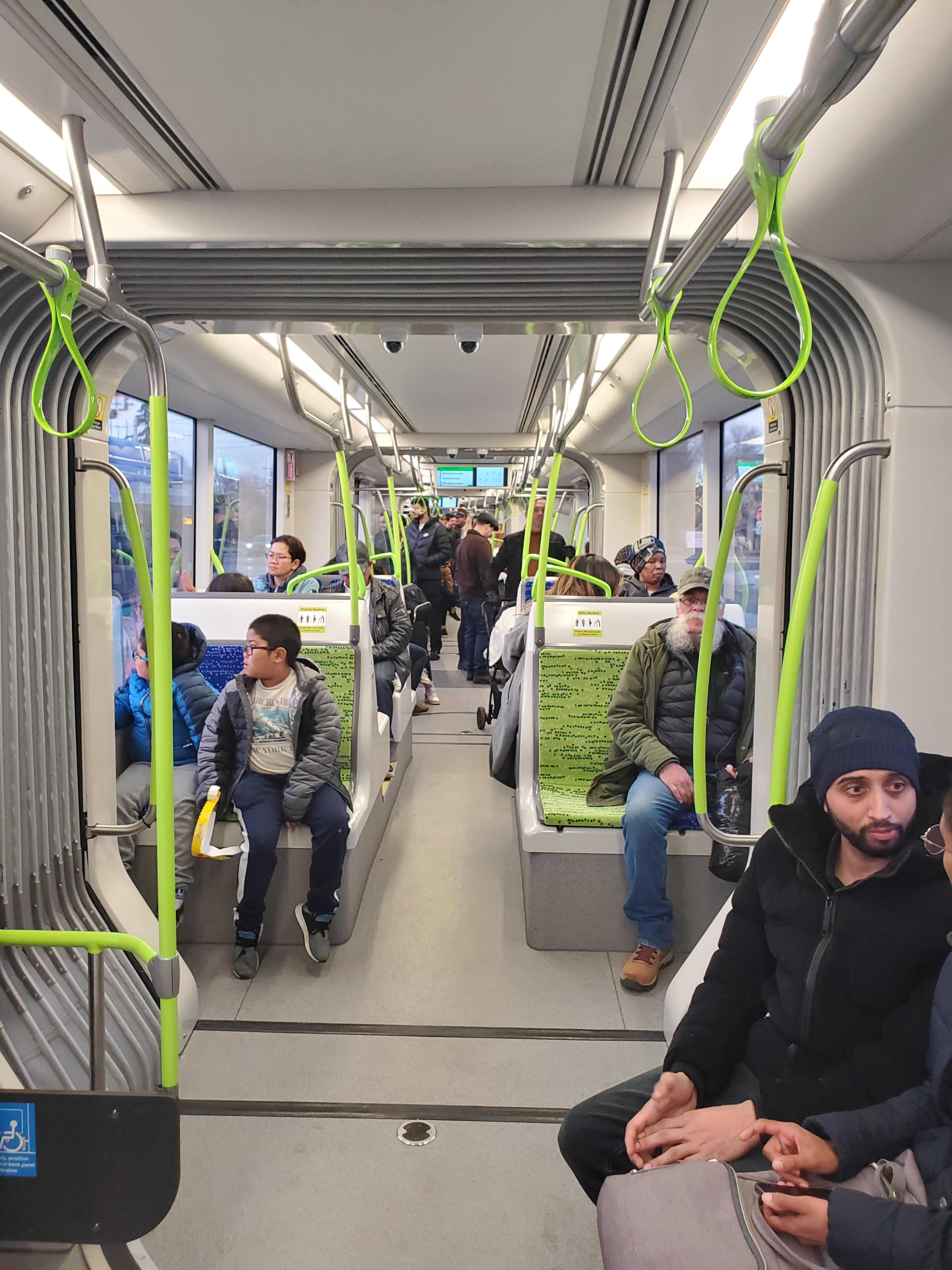
前往米爾伍茲站的河谷线輕軌車輛內部

## 河谷線西段（第二期）
作為27公里（17英里）河谷線的一部分，路易斯農場擴建工程（包括西埃德蒙顿商场）正處於施工早期階段。
於2010年愛德蒙頓市議會批准之方案，輕軌河谷線西部延伸段將從市中心沿著104大街和史東尼平原路延伸至156街，並接續156街向南延伸至彌多拉克衛生和購物中心。往後路線沿著87大街延伸至西愛德蒙頓商場及週邊地區。
2016年，河谷線西段透過加拿大政府公共交通基礎設施基金（PTIF）獲得資金，並且用於審查2013年完成的初步設計。該資金亦用於確定最合適的項目交付方法的工作並製定建設資金的商業案例。
加拿大政府為河谷線西段擴建項目提供了約9.48億加幣，且艾伯塔省政府於2020年承諾為該項目提供約10.4億加幣。截至2020年，埃德蒙頓市政府於擴建預計總成本共約26.7億加幣，並定標Marigold基礎設施公司承包河谷線西段；現今正在進行地下公用設施搬遷和沿線土地清理等準備工作。該線路已於2022年5月27日正式開工建設，預計2028年竣工，主要呈西北至西南走向。其中將會服務西埃德蒙頓商場和路易斯農場區域，且將配入現代Rotem的車輛。

## 客流服務
河谷線輕軌為每10分鐘一班，高峰時段每5分鐘一班。初班車自西側端站於5:15從102街車站開始發車。下行（自米爾伍茲站出發）之列車則為週一至週五於早上5:00發車、週末早上5:15發車。路線末班車則為凌晨1:00和週日中午12:30分別從兩個端點出發。

## 路線車站

### 東南段站點

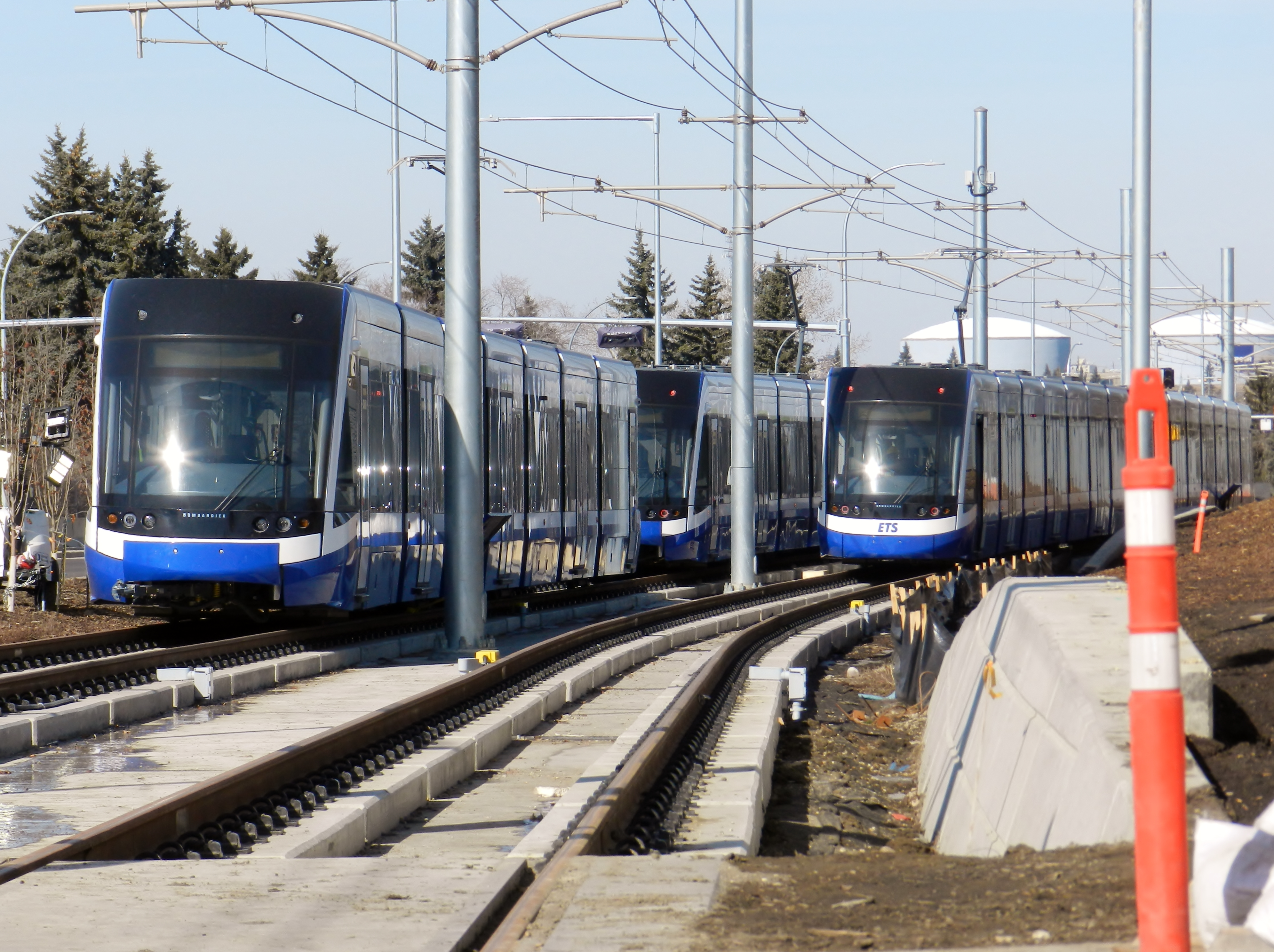
2021年五月於66街試營運的輕軌車輛

| 車站名稱                                       | 站體結構 | 轉乘路線                                 | 市內地區 | 座標                                            |
| ---------------------------------------------- | -------- | ---------------------------------------- | -------- | ----------------------------------------------- |
| 102街站 （102 Street stop）                    | 平面     |                                          | 市中心   | 53°32′35″N 113°29′41″W / 53.54306°N 113.49472°W |
| 邱吉爾站 （Churchill station）                 | 平面     | 首都線(Capital Line) 都會線(Metro Line） | 市中心   | 53°32′36″N 113°29′23″W / 53.54333°N 113.48972°W |
| 夸特斯站 （Quarters stop）                     | 平面     |                                          | 市中心   | 53°32′40″N 113°29′1″W / 53.54444°N 113.48361°W  |
| 穆塔德站 （Muttart stop）                      | 平面     |                                          | 東南     | 53°32′11″N 113°28′46″W / 53.53639°N 113.47944°W |
| 斯特拉森恩站 （Strathearn stop）               | 平面     |                                          | 東南     | 53°31′54″N 113°27′46″W / 53.53167°N 113.46278°W |
| 荷里路德站 （Holyrood stop）                   | 平面     |                                          | 東南     | 53°31′40″N 113°27′27″W / 53.52778°N 113.45750°W |
| 邦尼杜恩站 （Bonnie Doon stop）                | 平面     |                                          | 東南     | 53°31′10″N 113°27′20″W / 53.51944°N 113.45556°W |
| 艾馮摩爾站 （Avonmore stop）                   | 平面     |                                          | 東南     | 53°30′34″N 113°27′18″W / 53.50944°N 113.45500°W |
| 戴維斯站 （Davies station）                    | 高架     |                                          | 東南     | 53°30′0″N 113°26′39″W / 53.50000°N 113.44417°W  |
| 米爾本/伍德維爾站 （Millbourne/Woodvale stop） | 平面     |                                          | 東南     | 53°28′30″N 113°26′20″W / 53.47500°N 113.43889°W |
| 格雷修女站 （Grey Nuns stop）                  | 平面     |                                          | 東南     | 53°27′46″N 113°26′4″W / 53.46278°N 113.43444°W  |
| 米爾伍茲站 （Mill Woods stop）                 | 平面     |                                          | 東南     | 53°27′30″N 113°25′50″W / 53.45833°N 113.43056°W |

### 西段站點
| 車站名稱                                              | 站體結構 | 市內地區 | 座標                                            |
| ----------------------------------------------------- | -------- | -------- | ----------------------------------------------- |
| 路易斯農場站 （Lewis Farms）                          | 平面     | 西       | 53°31′22″N 113°39′51″W / 53.52278°N 113.66417°W |
| 奧爾德格羅夫/貝爾米德站 （Aldergrove/Belmead）        | 平面     | 西       | 53°31′17″N 113°38′18″W / 53.52139°N 113.63833°W |
| 西愛德蒙頓商場站 （West Edmonton Mall）               | 高架     | 西       | 53°31′14″N 113°37′22″W / 53.52056°N 113.62278°W |
| 慈悲社區醫院站 （Misericordia Community Hospital）    | 高架     | 西       | 53°31′11″N 113°36′42″W / 53.51972°N 113.61167°W |
| 彌多拉克站 （Meadowlark）                             | 平面     | 西       | 53°31′18″N 113°35′42″W / 53.52167°N 113.59500°W |
| 格蘭伍德/舍伍德站 （Glenwood/Sherwood）               | 平面     | 西       | 53°31′54″N 113°35′25″W / 53.53167°N 113.59028°W |
| 賈斯珀地站 （Jasper Place）                           | 平面     | 西       | 53°32′27″N 113°35′22″W / 53.54083°N 113.58944°W |
| 史托尼平原路/149街站 （Stony Plain Road/149 St.）     | 平面     | 西       | 53°32′29″N 113°34′50″W / 53.54139°N 113.58056°W |
| 格洛韋納/142街站 （Grovenor/142 St.）                 | 平面     | 西       | 53°32′35″N 113°33′53″W / 53.54306°N 113.56472°W |
| 格蘭諾拉站 （Glenora）                                | 平面     | 西       | 53°32′46″N 113°33′5″W / 53.54611°N 113.55139°W  |
| 124街站 （124 Street）                                | 平面     | 市中心   | 53°32′49″N 113°32′9″W / 53.54694°N 113.53583°W  |
| 釀酒廠/120街站 （Brewery/120 St.）                    | 平面     | 市中心   | 53°32′46″N 113°31′42″W / 53.54611°N 113.52833°W |
| 亞爾德斯/116街站 （The Yards/116 St.）                | 平面     | 市中心   | 53°32′46″N 113°31′18″W / 53.54611°N 113.52167°W |
| 麥克伊文大學美術學院/112街站 （MacEwan Arts/112 St.） | 平面     | 市中心   | 53°32′46″N 113°30′49″W / 53.54611°N 113.51361°W |
| 諾奎斯特站 （NorQuest）                               | 平面     | 市中心   | 53°32′43″N 113°30′17″W / 53.54528°N 113.50472°W |
| 艾力克斯·德科托站 （Alex Decoteau）                   | 平面     | 市中心   | 53°32′35″N 113°30′7″W / 53.54306°N 113.50194°W  |

| 使用下方服务在地图上显示所有坐标： OpenStreetMap                       |
| 下载坐标为： - KML - GPX（所有坐标） - GPX（主坐标） - GPX（辅助坐标） |

## 資料來源
1. ↑   (PDF). Bombardier Transportation.   [2013-05-01]. （原始内容 (PDF)存档于2014-09-06）.
2. ↑  . Edmonton.ca.   [2019-02-02]. （原始内容存档于2021-06-23）.
3. ↑  Karen Bartko. . Global NEWS. 2017-09-15  [2023-11-17]. （原始内容存档于2023-12-23） （英语）.
4. ↑   (PDF). City of Edmonton.   [2023-12-01]. （原始内容 (PDF)存档于2021-05-28） （英语）.
5. ↑  . majorprojects.alberta.ca. Government of Alberta.   [2021-09-17].
6. ↑  . City of Edmonton. 2013-12-03  [2015-06-16]. （原始内容存档于2021-01-25）.
7. ↑  . Edmonton Transit System. 2015  [2015-06-16]. （原始内容存档于2016-02-09）.
8. 1 2  Bartko, Karen. . Corus Entertainment Inc. Global News Edmonton. 2016-04-12  [2016-05-01]. （原始内容存档于2023-11-12）.
9. ↑  . 2021-12-22  [2022-12-08]. （原始内容存档于2021-10-12）.
10. 1 2  Hunt, Stephen. . CTV News Edmonton（英语：CTV News） (Bell Media). 2023  [2023-11-04]. （原始内容存档于2023-11-12）.
11. ↑  . （原始内容存档于2011-10-25）.
12. ↑  . Bombardier Transportation.   [2016-02-12]. （原始内容存档于2016-02-16）.
13. ↑  Cook, Dustin. . Edmonton Journal. 2021-11-10  [2021-11-10]. （原始内容存档于2022-08-19）.
14. ↑  . CBC. 2023-10-24  [2023-10-25]. （原始内容存档于2023-11-03）.
15. 1 2  . City of Edmonton.   [2017-07-09]. （原始内容存档于2021-06-18）.

## 外部連結
- Valley Line （页面存档备份，存于）河谷線資訊
- YouTube上的Valley Line LRT 愛德蒙頓市政府提供的河谷線第一期路網模擬動畫。
- YouTube上的Valley Line West LRT 愛德蒙頓市政府提供的河谷線第二期路網模擬動畫。